# Metasia annuliferalis
Metasia annuliferalis là một loài bướm đêm trong họ Crambidae.